# Laußnitz
Laußnitz (hornolužickosrbsky Łužnica) je obec v německé spolkové zemi Sasko. Nachází se v zemském okrese Budyšín a má přibližně 1 800 obyvatel.

## Historie
První písemná zmínka o vsi pochází z roku 1289, kdy je uváděna jako Lusenytz . Název pochází z lužickosrbského základu łuh či ług znamenajícího bažinatou oblast (luh). V roce 1940 se k Laußnitz připojila místní část Glauschnitz a v roce 1998 Höckendorf.

## Přírodní poměry
Laußnitz leží na západě zemského okresu Budyšín na hranici se zemským okresem Míšeň, severně od zemského hlavního města Drážďany. Většinu území obce zaujímá lesní oblast zvaná Laußnitzer Heide. Obcí prochází železniční trať Dresden-Klotzsche – Straßgräbchen-Bernsdorf, na které leží nádraží Laußnitz.

## Správní členění
Laußnitz se dělí na 3 místní části:
- Glauschnitz
- Laußnitz
- Höckendorf

## Pamětihodnosti
- lesnické muzeum a sušárna lesních semen Laußnitz
- vesnický kostel v Höckendorfu
- vlčí památník